# Перепланировка промышленных территорий
Перепланировка промышленных территорий — использование территорий с промышленной застройкой в иных целях. Такие проекты называются браунфилд-проектами (англ. brownfield — «коричневое поле»), в отличие от гринфилд-проектов (англ. greenfield — «зелёное поле»), строительства в «чистом поле».
В период индустриализации в крупных городах образовывались территории со значительной концентрацией заводов и фабрик. Но в XX веке постепенно в Европе предприятия «грязных отраслей» в больших городах стали закрываться, уступая место постиндустриальному высокотехнологичному развитию и сервисной экономике, чему также способствовал индустриальное развитие азиатских развивающихся стран.
Редевелопмент промышленных территорий стал одним из самых эффективных способов развития больших городов, где уже не остается свободных мест под застройку. Одним из вариантов редевелопмента также является сохранение архитектурного облика промышленных зданий при изменении их функционального использования с переустройством внутренних помещений.

## Великобритания
После Второй мировой войны муниципалитет Лондона предпринял энергичные шаги по реорганизации производственных территорий, в том числе по той причине, что подавляющее большинство предприятий города не отвечало экологическим требованиям. Принятый в 1955 году Закон о нормах выброса в атмосферу вредных веществ (Clean Air Act) позволил сократить объем выбросов по всей стране на 75%. Лишь с 1972 года по 1981 год из Лондона в пригороды переместились 567 промышленных предприятий, а площадь промышленных территорий в его пределах сократилась почти на 30 %. 
В 2010 году в лондонском районе Баркинг и Дагенем в результате реконструкции старых зданий склада и зернохранилища, построенных в XIX веке, был создан комплекс жилой и коммерческой недвижимости The Granary.

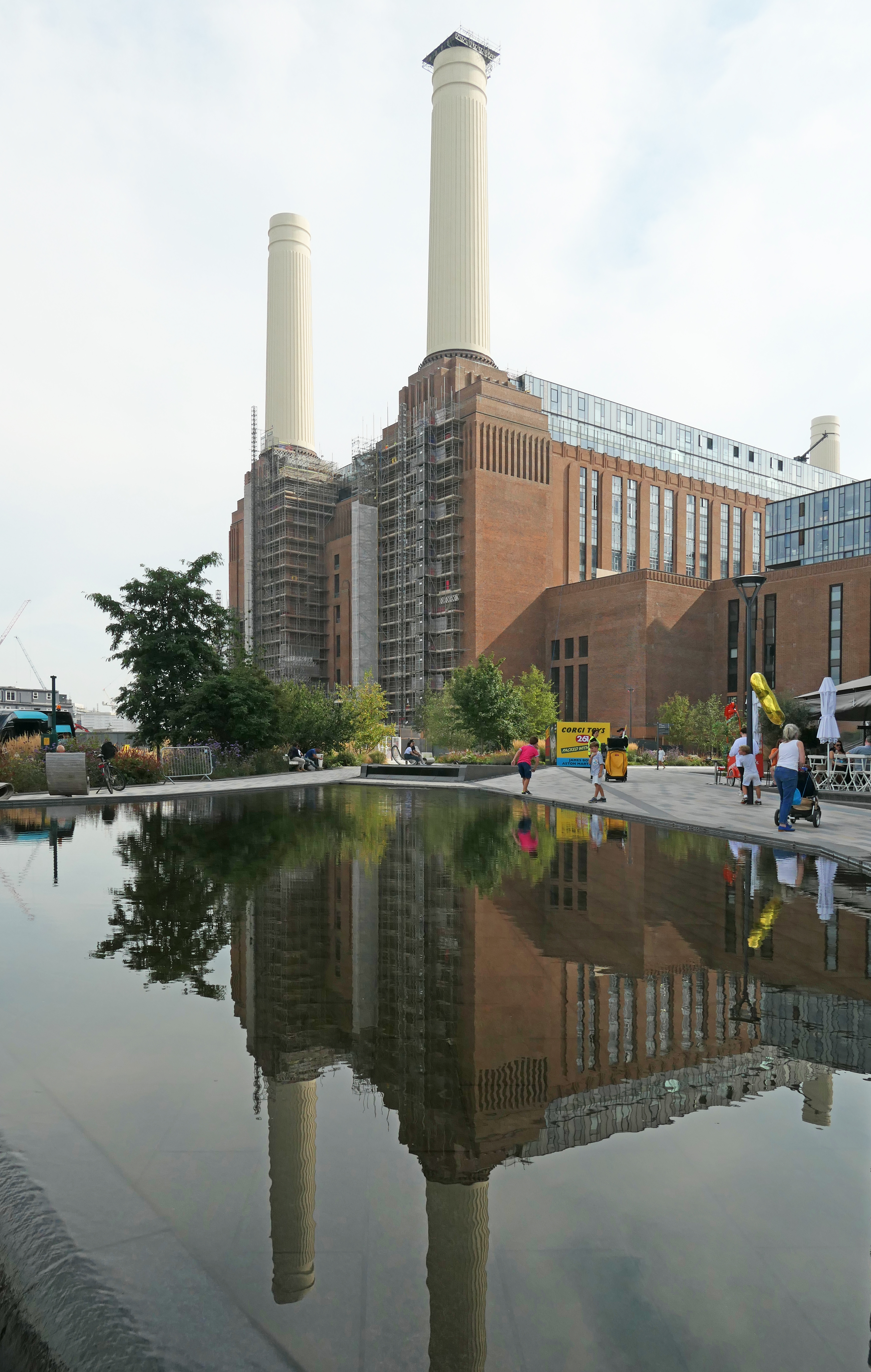
Перестроенная электростанция Баттерси

На территории закрытой лондонской угольной электростанции Баттерси к 2021 году был создан комплекс жилой и коммерческой недвижимости с сохранением архитектурного облика.
Одним из ярких примеров редевелопмента в Великобритании являются 17 га портовых кварталов с доками, в центре Ливерпуля, подвергшихся комплексной перестройке. Это место, получившее название Paradise Project, стало деловым и культурным центром.
Однако были и неудачные проекты, самым известным из которых стал проект редевелопмента лондонской территории Доклендс, создания финансового центра на территории бывшего порта. Однако отсутствие транспортной инфраструктуры привело к долгому запустению небоскрёба One Canada Square, самой высокой башни в Доклендсе. Лишь намного позже, благодаря частным инвестициям, эта территория была застроена и развита.

## Германия

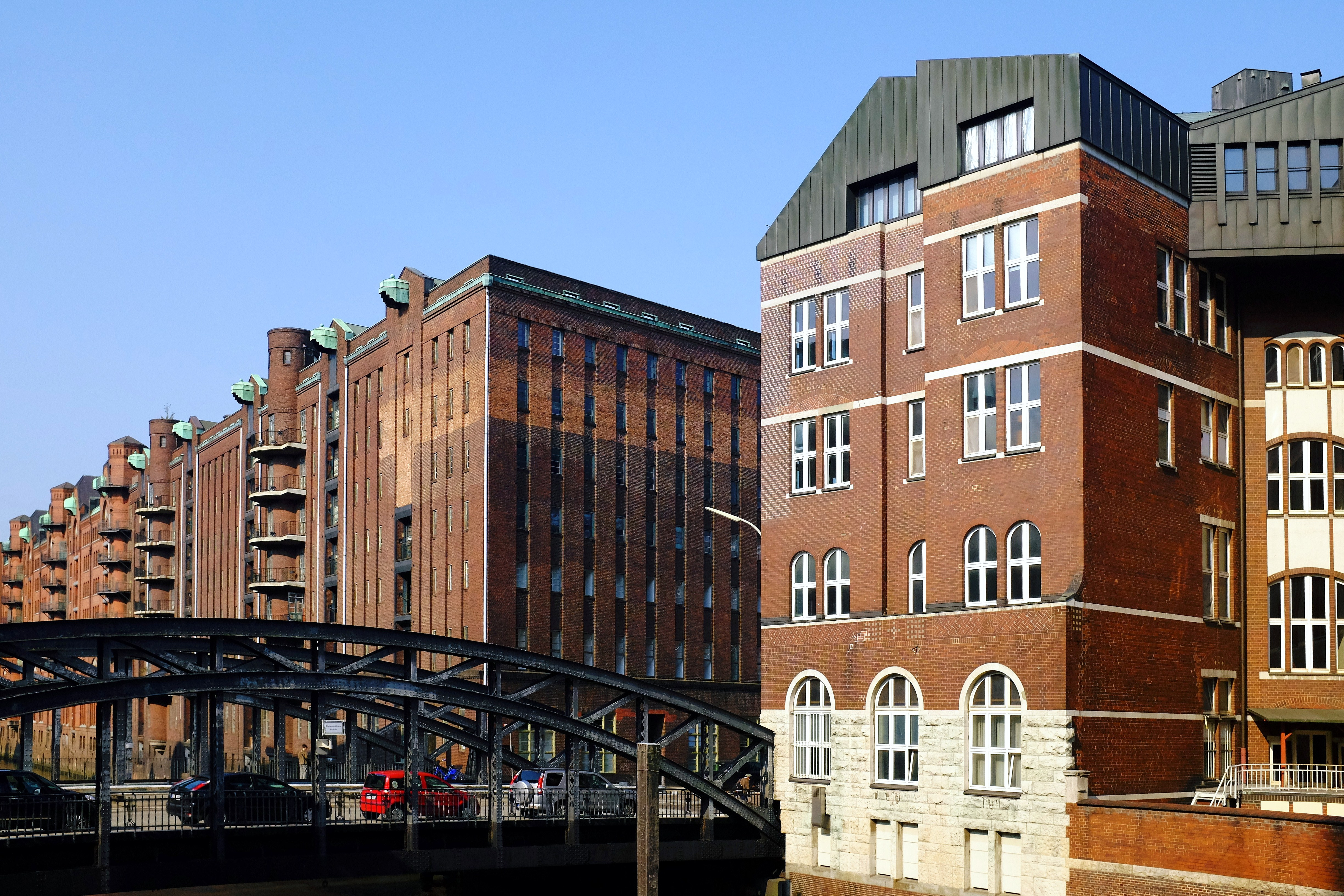
HafenCity в Гамбурге

Ярким примером успешного проекта редевелопмента является реновация территории порта в центре Гамбурга, куда в 1950-е годы перестали заходить крупные суда из-за того, что гавани перестали соответствовать их габаритам. В 1999 году городские власти объявили конкурс на реновацию портового района. К настоящему времени Хафен-Сити (проект будет полностью реализован к 2025 году) стал одним из самых красивых кварталов в мире. 80% застройки было выделено под жильё и офисную недвижимость, а остальное — под инфраструктуру и общественные пространства.

## США

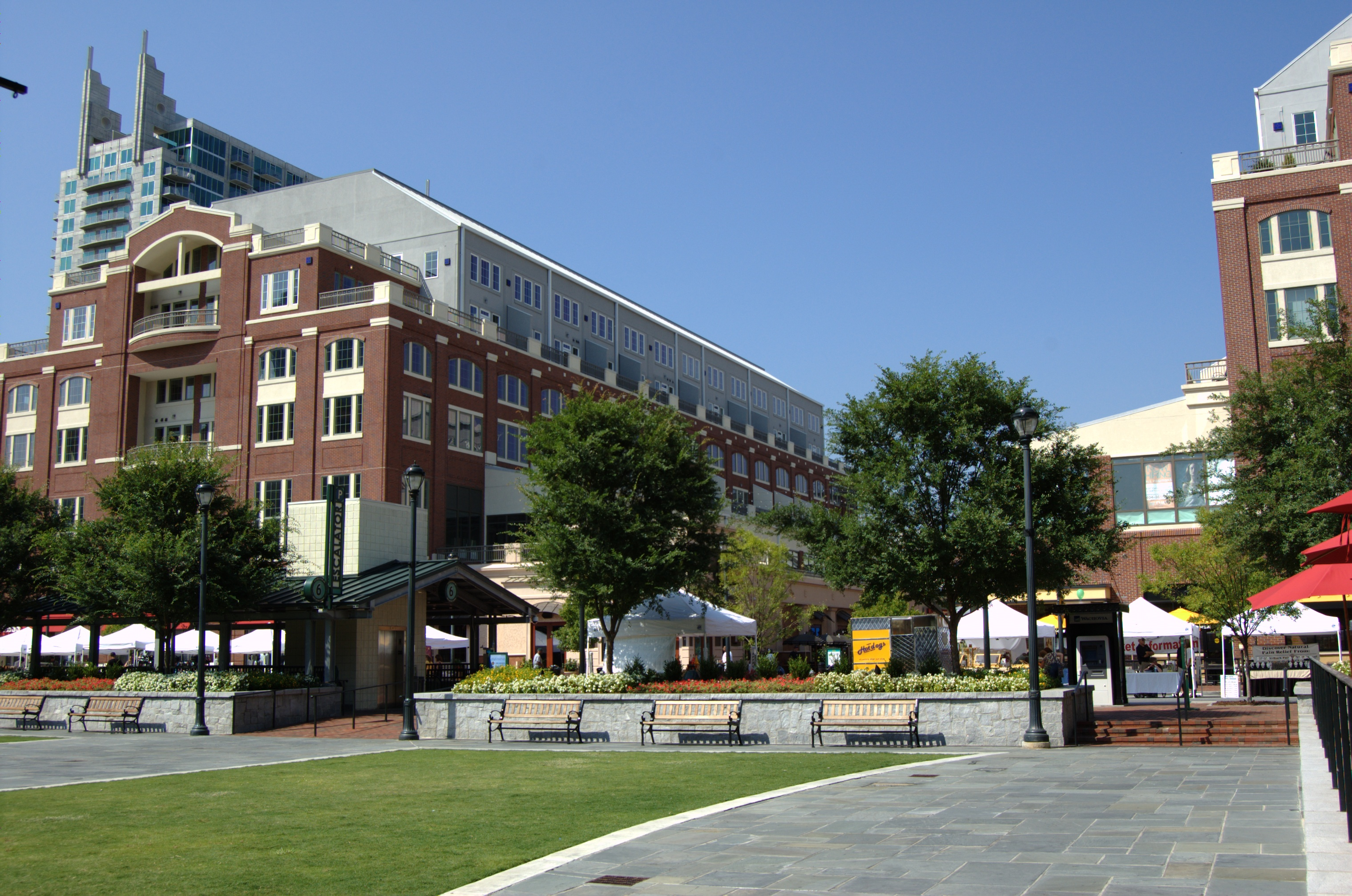
Район Atlantic Station в Атланте на месте бывшего металлургического комбината

Крупнейший девелоперский проект осуществляется в нью-йоркском районе Хадсон-Ярдс, где с середины XIX века находились железнодорожные товарные станции. В начале 2000-х городской совет Нью-Йорка принял решение о редевелопменте этой территории, и началась её застройка офисными и жилыми небоскребами. На сегодняшний день там были построены жилые дома, офисы, арт-центр, отели, торговые центры, создана парковая зона. 
Известным примером редевелопмента в Нью-Йорке является создание парка Хай-Лайн на месте закрытой надземной железной дороги.

## Россия

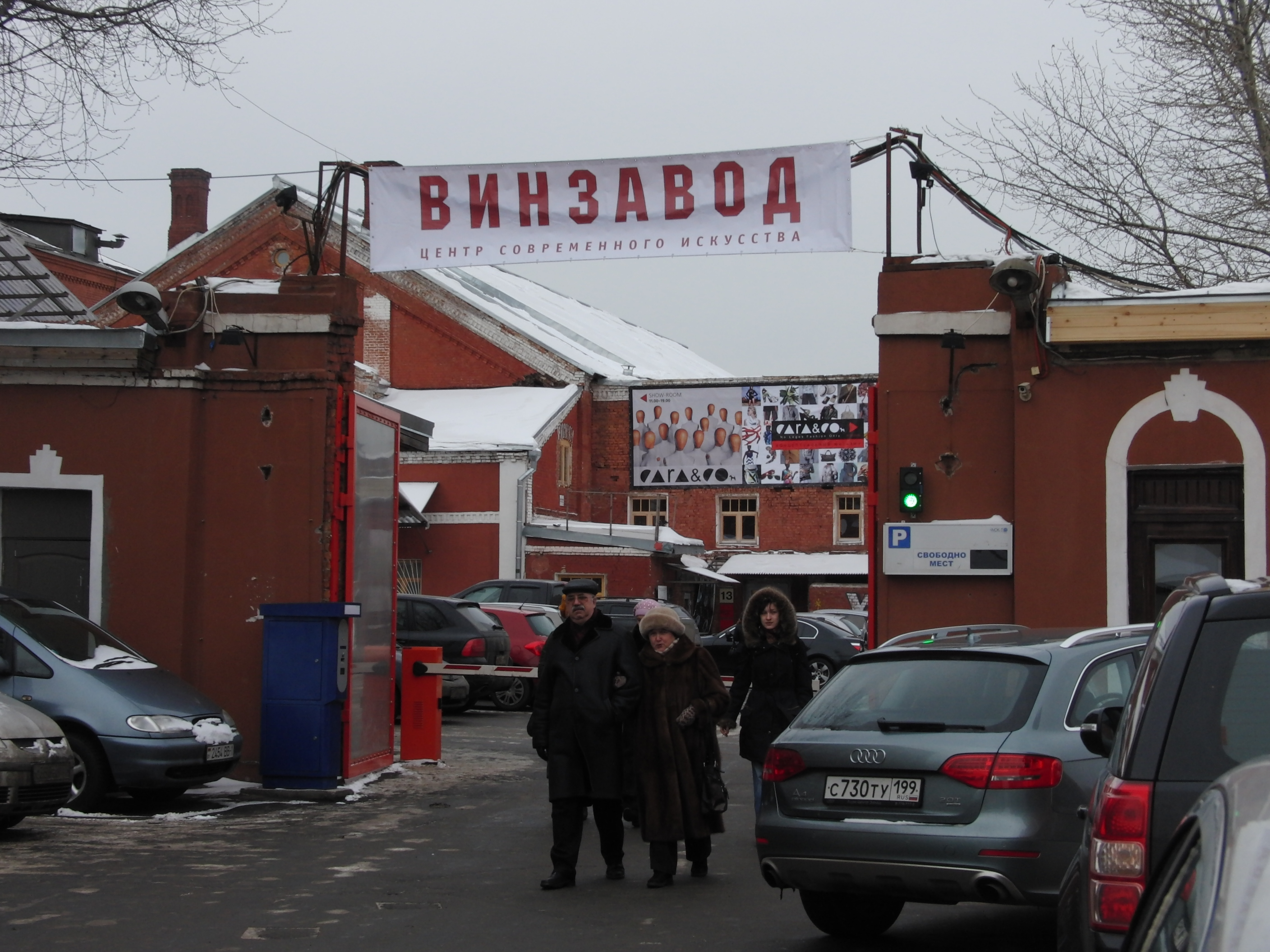
Арт-центр «Винзавод» в Москве

В Москве с начала 2000-х годов осуществляется жилая застройка городских промзон. Среди наиболее крупных проектов — строительство жилья на месте заводов ЗИЛ, «Серп и Молот», промзон «Ленино», «Перово», «Верхние Котлы».
Самыми яркими примерами создания арт-пространств в Москве в бывших промышленных зданиях являются редевелопмент здания кондитерской фабрики «Красный Октябрь», проект АРТСтрелка на месте гаражей кондитерской фабрики «Красный Октябрь», проект «Винзавод» на территории бывшего пивоваренного завода (впоследствии — винного комбината), проект ArtPlay на территории бывшей промзоны в районе Курского вокзала. 
В Санкт-Петербурге были созданы арт-кластер «Этажи» в бывшем фабричном помещении, креативное пространство «Ткачи» в реконструированном здании бывшей прядильно-ткацкой фабрики, осуществлён проект культурного пространства на острове Новая Голландия на месте складов военно-морской базы.